# Pasquale Domenico Rocco
Pasquale Domenico Rocco (Paderno Dugnano, 11 ottobre 1970) è un allenatore di calcio ed ex calciatore italiano, di ruolo centrocampista, tecnico in seconda del Persija.

## Carriera

### Giocatore

#### Club
Cresce nelle giovanili dell'Inter esordendo in prima squadra nella stagione 1988-1989, cosa che gli permette di fregiarsi della vittoria del cosiddetto scudetto dei record e in più di giocare in Coppa UEFA, sebbene per pochi scorci di gara. Dal 1989 al 1991 si trasferisce in prestito al Cagliari, contribuendo alla promozione in Serie A e alla successiva salvezza dei sardi, con 43 presenze complessive e realizzando quella che resterà la sua unica rete in massima serie (nella vittoria esterna contro il Napoli). Tornato a Milano, si trasferisce nel novembre del 1991 al Venezia, in Serie B, conquistando la salvezza con la compagine lagunare.
I due campionati successivi lo vedono indossare la maglia del Pisa, in cadetteria, avventura conclusasi con la retrocessione in Serie C1 e il fallimento della società toscana. Svincolatosi, si accasa al Perugia dove resta, con l'esclusione di un breve prestito al Torino, per sei stagioni, periodo in cui raccoglie due promozioni in Serie A.
Dopo un grave infortunio (frattura della gamba destra) subìto nella stagione 1997-1998, nel gennaio del 1999 passa alla Cremonese che chiude mestamente l'annata all'ultimo posto in Serie B. Rimane per la prima metà del torneo successivo con i grigiorossi per poi trasferirsi al Treviso, tra i cadetti, sfiorando l'approdo in massima serie.
Nel 2000 passa alla Pistoiese dove chiude la stagione salvandosi. L'anno successivo rimane inattivo, per essere poi messo sotto contratto nuovamente dalla squadra toscana nel novembre del 2002, in C1. Finita l'annata rimane temporaneamente disoccupato, prima di accordarsi durante la fase invernale di calciomercato con la Sangiovannese, dove conclude la sua carriera professionistica con la vittoria del campionato di Serie C2.
In carriera ha totalizzato complessivamente 27 presenze ed una rete in Serie A, e 262 presenze e 17 reti in Serie B.

#### Nazionale
Mai convocato dalle nazionali giovanili, nel 1992 viene inserito nella rosa della nazionale olimpica partecipante al torneo di calcio dei Giochi di Barcellona, scendendo in campo in 3 occasioni.

### Allenatore
Il 10 dicembre 2012 inizia a frequentare a Coverciano il corso di abilitazione per il master di allenatori professionisti Prima Categoria-UEFA Pro.
Nella stagione 2014-2015 è nello staff della prima squadra del Perugia, in qualità di collaboratore tecnico di Andrea Camplone. Nel'ottobre 2018 segue Paolo Tramezzani a Cipro, all'APOEL, come suo vice.
Dal maggio 2022 è vice di Thomas Doll sulla panchina del Persija, in Indonesia.

## Palmarès

### Giocatore

#### Club
- Campionato italiano: 1

Inter: 1988-1989